# Pfulgriesheim
Pfulgriesheim – miejscowość i gmina we Francji, w regionie Grand Est, w departamencie Dolny Ren.
Według danych na rok 1990 gminę zamieszkiwało 1081 osób, 225 os./km².